# Гутов
Гутов (њем. Gutow) општина је у њемачкој савезној држави Мекленбург-Западна Померанија. Једно је од 62 општинска средишта округа Гистров. Према процјени из 2010. у општини је живјело 1.019 становника. Посједује регионалну шифру (AGS) 13053032.

## Географски и демографски подаци
Гутов се налази у савезној држави Мекленбург-Западна Померанија у округу Гистров. Општина се налази на надморској висини од 16 метара. Површина општине износи 23,4 km². У самом мјесту је, према процјени из 2010. године, живјело 1.019 становника. Просјечна густина становништва износи 43 становника/km².